# Dodd-Nunatak (Viktorialand)
Der Dodd-Nunatak ist ein Nunatak im ostantarktischen Viktorialand. Im nordwestlichen Abschnitt der Emlen Peaks in den Usarp Mountains ragt er 4 km westlich des Mount Cox auf.
Der United States Geological Survey kartierte ihn anhand eigener Vermessungen und Luftaufnahmen der United States Navy aus den Jahren von 1960 bis 1963. Das Advisory Committee on Antarctic Names benannte ihn 1970 nach Walter H. Dodd vom Amt für Öffentlichkeitsarbeit der National Science Foundation, der von 1966 bis 1967 und von 1967 bis 1968 auf der McMurdo-Station tätig war.